# Masiphyoidea chaetosa
Masiphyoidea chaetosa là một loài ruồi trong họ Tachinidae.